# Bruttofortjeneste
Bruttofortjeneste eller bruttoavance er en vares eller ydelses salgspris fratrukket dens kostpris, dvs. virksomhedens omkostninger ved varen. I en handelsvirksomhed er den dermed lig med forskellen mellem omsætning og vareforbrug. i en produktionsvirksomhed er bruttofortjenesten lig med forskellen mellem direkte produktionsomkostninger og omsætning. Bruttofortjenesten kan både beregnes for en enkelt vare eller serviceydelse (i en handelsvirksomhed vil den være lig med salgspris minus købspris) og for hele virksomhedens samlede sortiment.
Bruttofortjenesten er ofte et vigtigt finansielt nøgletal for en virksomhed, der kan anskueliggøre, hvor stor fortjenesten er på hver enkelt solgt vare. Bruttomarginen bruges ofte ombytteligt med bruttofortjenesten, men vilkårene er forskellige. Bruttofortjeneste er en monetær værdi, mens bruttomarginen er et forhold. Det faktum, at bruttomarginen er en procentdel, gør det til en nyttig måling for virksomhedsejere at sammenligne deres margen med industristandarden eller konkurrenterne.

## Et eksempel
Hvis man køber en vare for 100 kroner og sælger den for 150 kroner, vil ens bruttofortjeneste på varen være 150 − 100 = 50 kroner. Sælger man i alt fire varer, bliver ens samlede bruttofortjeneste 4 × 50 = 200 kroner.